# アルミ・クーセラ
アルミ・クーセラ（Armi Helena Kuusela、1934年8月20日 - ）は、フィンランドのモデル・慈善活動家。1952年、初代ミス・ユニバースに選ばれる。

## 経歴
父Aarne Aleksander Kuusela（1902年9月12日 - 1969年12月7日）と母Martta Elisabeth Kyrö（1903年4月3日 – 1963年11月21日）はカナダのオンタリオ州で出会い、後にそこで結婚、一子を儲ける。カナダで数年暮らしたのち帰国、ムホスに居住。母は5人の女の子と1人の男の子を生むが、彼女は第4子である。
ムホスで中学校を出ると、ポルヴォーの女子高に入学（1951年）。水泳、スキー、体操を好んだ。アビトゥーアを取得するとヘルシンキ大学体育学部出願。
1952年5月24日、フィンランドの全国規模のミスコン｢スオミネイト｣で優勝。賞品としてチョコレートの箱、金のバングル、そしてスポンサーのパンナムから往復の航空券が授与された。1952年6月28日、ロングビーチ (カリフォルニア州)で開催されたミス・ユニバース1952（第1回ミス・ユニバース世界大会）に出場、初代ミス・ユニバースに選ばれる。
1953年、Maailman kaunein tyttöというフィンランド映画に出演（監督：Veikko Itkonen, 脚本：Mika Waltari）。

### その後
1953年2月22日、ミスとしての活動中、フィリピンのビジネスマンVirgilio Hilario と出会う。

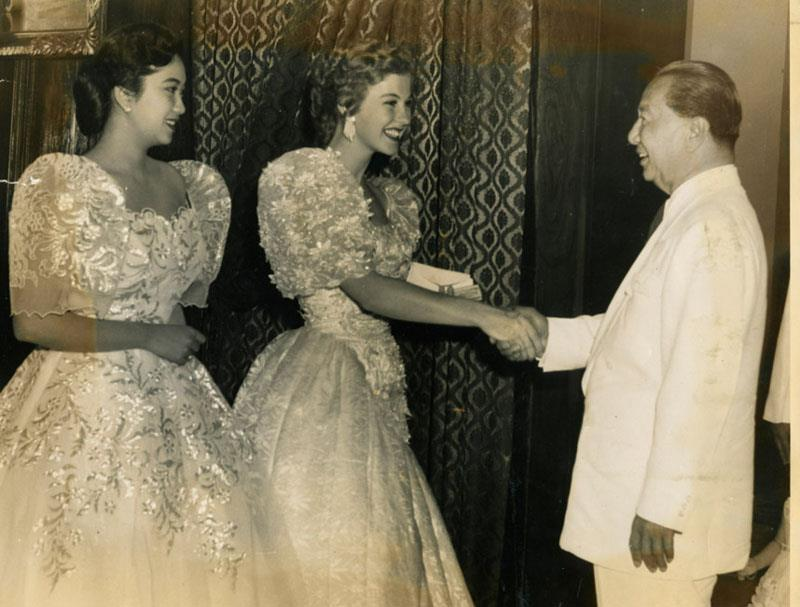
左からミス・フィリピンのテレシタ ビジャレアル、アルミ・クーセラ、エルピディオ・キリノ大統領

1953年5月4日、熱烈な求愛の末、ミスの王冠を投げ捨てて東京にいたヒラリオと結婚。このエピソードは Now and Forever というフィリピン映画で取り上げられ、本人ら出演で公開された。ハネムーンでハワイ諸島・米本土・ヨーロッパを巡り、マニラに居を構える。フィリピンで5人の子を産む。
1975年9月7日、ヒラリオは心臓発作で死去。
1978年、アメリカの外交官アルバート・ウィリアムズ（Albert Williams）と再婚。スペイン・バルセロナ、トルコ・イズミールを経て2011年現在カリフォルニア州サンディエゴ市ラホヤ在住。
1997年、フィンランドの短編ドキュメンタリー映画 Nyrkin ja hellan välissä に出演。
2012年、フィンランド白薔薇勲章を授与される。
2014年、市役所の地方自治担当者と会見するためムホスを訪問。2014年現在も慈善事業を含むコミュニティー活動に積極的に参加し、Sanford Burnham Prebys Medical Discovery Instituteのがん研究にも関与している。